# 伊藤通弘
伊藤 通弘（いとう みちひろ、1915年〈大正4年〉3月20日 - ）は、日本のフィールドホッケー選手。

## 経歴・人物
慶應義塾大学経済学部卒業。1936年ベルリンオリンピックで男子トーナメントに出場した。慶應義塾からは伊藤のほか、上野安夫、柳武彦、浜田駿吉が参加している。